# Rhagophthalmidae
Rhagophthalmidae (лат.) — семейство жесткокрылых из надсемейства Elateroidea. Представители этого семейства жуков имеют биолюминесцентные органы и близки к жукам-светлякам.

## Описание
Жуки средних размеров. Усики 12-сегментные. Представители этого семейства жуков имеют биолюминесцентные органы на личинках, а иногда и на взрослых особях, и близки к Phengodidae, хотя исторически их часто рассматривали как подсемейство жуков-светляков Lampyridae или как родственное этому семейству. По некоторым недавним данным, они являются сестринской группой к Phengodidae и несколько отдаленно связаны с Lampyridae, сестринским таксоном которого является Cantharidae, но более надежная филогенетика, основанная на геноме, помещает (Rhagophthalmidae + Phengodidae) в качестве сестринской группы к Lampyridae.
Какими бы ни были их родственные связи, Rhagophthalmidae распространены в Старом Свете, и об их биологии известно немного. Самки обычно бескрылы и похожи на личинок, но имеют глаза, усики и ноги взрослого жука; в роде Diplocladon они ещё больше похожи на личинок, с маленькими световыми органами на всех сегментах тела. Личинки и самки живут в почве и подстилке и являются хищниками; самцов может привлекать свет в ночное время.

## Распространение
Распространены на территории Старого Света, в основном в Восточной, Южной и Юго-Восточной Азии, несколько видов встречаются на границе Южной и Центральной Азии (в Афганистане).

## Систематика
12 родов и около 70 видов. Иногда Rhagophthalmidae включают в ранге подсемейства Rhagophthalminae в состав семейства Фенгодиды.
- Bicladodrilus Pic, 1921
- Bicladum Pic, 1921
  - = Bicladon
- Dioptoma Pascoe, 1860
- Diplocladon Gorham, 1883
- Dodecatoma Westwood, 1843
- Falsophrixothrix Pic, 1937
- Menghuoius Kawashima, 2000
- Mimoochotyra Pic, 1937
- Mondodrilus Pascoe60
- Pseudothilmanus Pic, 1918[8]
- Reductodrilus Pascoe60
- Rhagophthalmus Motschulsky, 1854
  - =Ochotyra Pascoe, 1862